# Schelda
La Schelda (in olandese Schelde; in francese Escaut) è un fiume lungo 350 km la cui sorgente è nel nord della Francia. Tocca le città di Cambrai e Valenciennes, entra in Belgio, attraversa le città di Tournai, Oudenaarde, Gand e Anversa, quindi entra nei Paesi Bassi e sfocia nel Mare del Nord. Forma un estuario su cui si apre l'importante porto di Anversa.
Ha acquisito una certa fama anche grazie a una citazione in una canzone pop del 2003, A Long and Winding River, di Madonna, del 2003. Inoltre viene citata in una canzone di Jacques Brel, Le plat pays.
In origine, giunto nei Paesi Bassi, il corso d'acqua si divideva in due rami - la Schelda Orientale e la Schelda Occidentale - ma il fiume fu separato dal suo ramo orientale (in realtà settentrionale) da una diga che connette Zuid-Beveland con la terraferma (Brabante Settentrionale). Oggi, quindi, il fiume prosegue solo lungo l'estuario del Westerschelde, passando oltre Terneuzen per raggiungere il Mare del Nord tra Cadzand, sulle Fiandre zelandesi, e Flessinga, sul Walcheren.

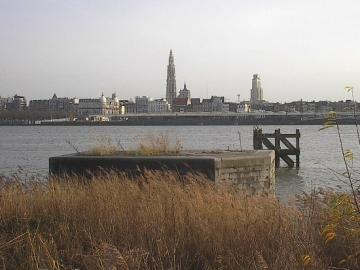
La Schelda mentre scorre attraverso Anversa

## Storia
La parte terminale della Schelda ha sempre avuto una notevole importanza commerciale e strategica. Ai tempi dell'Impero romano fu importante per le rotte verso la Britannia. I Franchi presero il controllo della regione attorno al 260 e inizialmente interferirono con atti pirateschi sulle rotte di rifornimento dei romani. Successivamente diventarono loro alleati. Con le varie divisioni dell'Impero Franco nel IX secolo, la Schelda divenne infine il confine tra l'impero Franco d'oriente e quello d'occidente.

Questa situazione rimase tale (almeno sulla carta) fino al 1528, anche se per quell'epoca sia le Fiandre sulla riva sinistra, che Zelanda e Brabante sulla riva destra, erano parte dei possedimenti asburgici delle Diciassette Province ed Anversa era il più importante porto dell'Europa occidentale. Dopo  l'assedio di Anversa e la caduta di questa sotto l'Impero spagnolo nel 1585, la Repubblica delle Sette Province Unite prese il controllo delle Fiandre zelandesi, una striscia di terra sulla riva sinistra, e chiuse la Schelda ai traffici navali. Ciò fu confermato dalla Pace di Westfalia ed ebbe come conseguenza che i commerci di spostarono su Amsterdam.

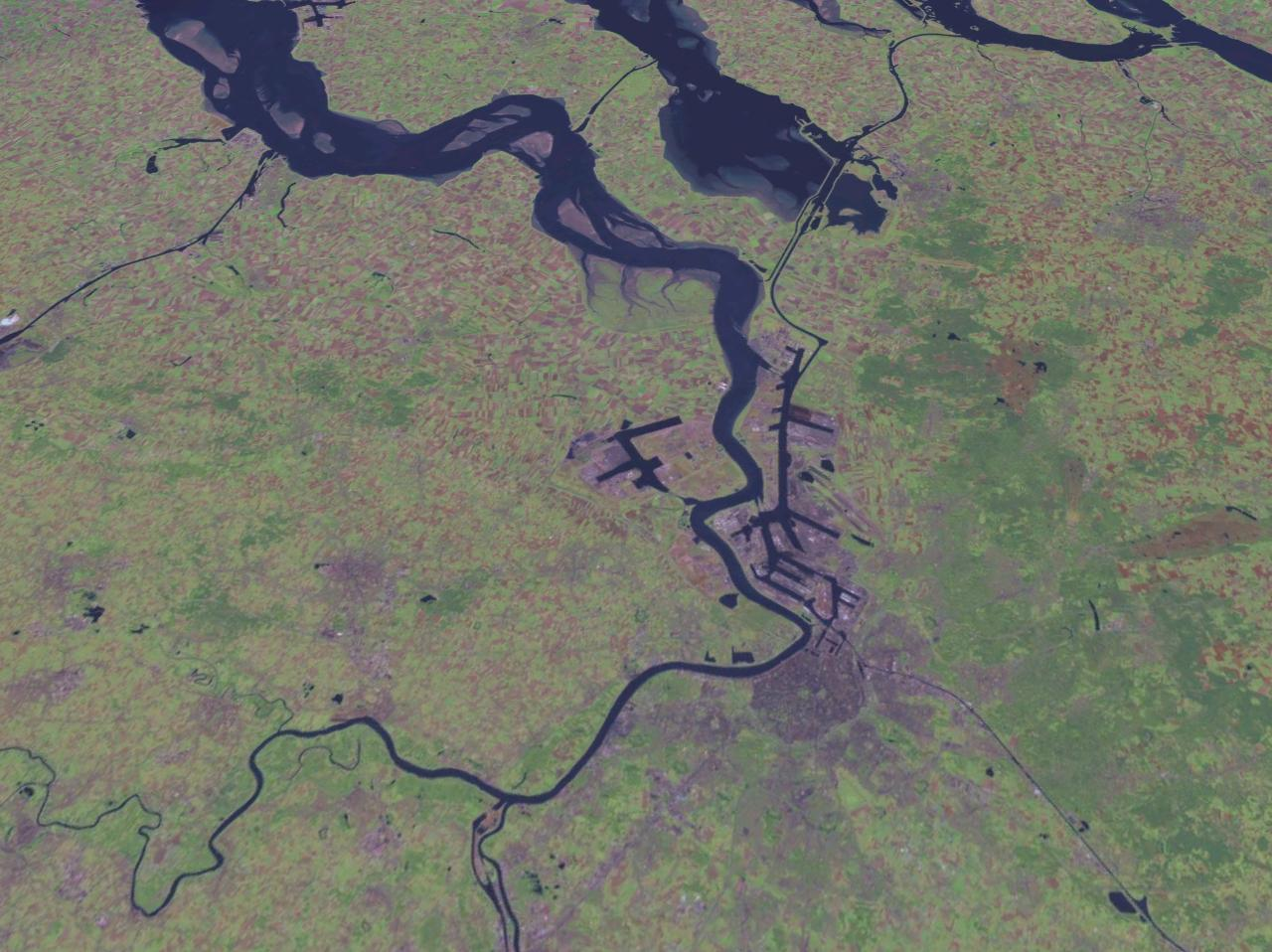
Foto satellitare dell'estuario

Dopo l'eta napoleonica il fiume venne riaperto e, quando il Belgio dichiarò l'indipendenza, il Trattato della Schelda determinò che il fiume doveva rimanere accessibile alle navi dirette verso i porti belgi. Durante la seconda guerra mondiale l'estuario divenne nuovamente un'area contesa. Gli Alleati avevano preso il controllo delle Fiandre zelandesi nel 1944 (liberata dalle truppe canadesi e polacche), ma non poterono usare il porto di Anversa fin quando le dighe dell'isola di Walcheren non furono bombardate e l'isola allagata.

## Tributari e sottotributari
- Rupel (a Rupelmonde) 
  - Nete (a Rumst)
  - Dyle (a Rumst)
- Durme (nei pressi di Temse)
- Dendre (a Dendermonde)
- Lys (a Gand) 
  - Deûle (a Warneton)
- Scarpe (a Mortagne-du-Nord)